# Cercle Electoral del Rin
El Cercle Electoral del Rin (en alemany Kurrheinischer Reichskreis) va ser un Cercle Imperial del Sacre Imperi Romanogermànic creat el 1512.
El nom del cercle va derivar de quatre dels set prínceps-electors, els territoris dels quals van conformar la major part d'aquest cercle.

## Composició
| Nom                 | Tipus de govern  | Comentaris                                                                |
| ------------------- | ---------------- | ------------------------------------------------------------------------- |
| Arenberg            | Principat        |                                                                           |
| Beilstein           | Senyoria         | Originalment del Cercle Inferior del Rin-Westfàlia                        |
| Colònia             | Arquebisbat      | Fou un electorat                                                          |
| Coblença            | Ballei (alemany) | Un grup de terres al voltant de Coblença administrat per l'Orde Teutònic. |
| Nieder-Isenburg     | Comtat           |                                                                           |
| Magúncia            | Arquebisbat      | Fou un electorat                                                          |
| Palatinat Electoral | Comtat palatí    | Fou un electorat                                                          |
| Rheineck            | Burgraviat       | No confondre amb el municipi de Rheineck (Sankt Gallen)                   |
| Thurn und Taxis     | Comtat           |                                                                           |
| Trèveris            | Arquebisbat      | Fou un electorat                                                          |